# Lecane stenroosi
Lecane stenroosi is een raderdiertjessoort uit de familie Lecanidae. De wetenschappelijke naam van deze soort is voor het eerst geldig gepubliceerd in 1908 door Meissner.